# 周汝德
周汝德（1528年—？），字時敬，江西南昌府豐城縣人，軍籍，明朝政治人物。

## 生平
嘉靖三十一年（1552年）壬子科江西鄉試第五十二名舉人。嘉靖三十八年（1559年）中式己未科會試第二百九十八名，二甲第四十八名進士。历官南直隶凤阳府知府，隆慶五年（1571年）二月升雲南按察司副使，澜沧兵备，六年十一月因抚按参其擅调官兵，空糜粮饷，被降职。

## 家族
曾祖周叔坤；祖父周曰瓊；父周伯通，母蕭氏。慈侍下。兄汝登。弟汝哲。